# Angels Cry
| Críticas profissionais                                                      | Críticas profissionais |
| Avaliações da crítica                                                       | Avaliações da crítica  |
| Fonte                                                                       | Avaliação              |
| --------------------------------------------------------------------------- | ---------------------- |
| All Music Guide                                                             | [ 2 ]                  |
| Esta tabela precisa de ser acompanhada por texto em prosa. Consulte o guia. |                        |

Angels Cry é o álbum de estreia da banda brasileira de power metal Angra. Foi lançado em 1993 no Japão e em 1994 para o resto do mundo e gravado na Alemanha, no Kai Hansen Studios em Hamburgo. A faixa-título apresenta um breve arranjo de "Caprice no. 24" de Paganini, assim como "Evil Warning" contém uma breve passagem de "Winter" de Vivaldi. O início da faixa "Never Understand" também contém um breve arranjo de Asa Branca de Luiz Gonzaga.

## Produção e gravação
Ao comentar a produção e a gravação do álbum, o vocalista Andre Matos disse que foi difícil devido à inexperiência dele e de seus colegas e também devido às diferenças de influências musicais entre eles e os produtores. Ele também se referiu à gravação como "um exílio":
| “ | Nós estivemos lá por meses até que o álbum finalmente começasse a tomar uma forma final. E foi meio assustador também. [...] nós estávamos gravando esse álbum no estúdio do Kai Hansen em Hamburgo, o estúdio do Gamma Ray. E acontece que o estúdio era dentro de um bunker da Segunda Guerra Mundial. Não havia janelas, não havia ar, não havia luz. Então foi uma atmosfera estranha para este primeiro álbum que nós fizemos na Alemanha, mas no fim tudo saiu bem. | ” |

O produtor Charlie Bauerfeind não estava confiante das habilidades do baterista e cofundador Marcos Antunes para a música que ele queria colocar no álbum, então ele disse à banda que eles poderiam ou demitir Marcos e  contratar Alex Holzwarth como um músico de apoio ou usar uma bateria eletrônica - ou então ele deixaria o projeto. A banda decidiu fazer como ele pediu e trocar Marcos por Alex, uma decisão à qual Andre se refere como muito difícil.
Uma das faixas, contudo, foi tocada por um baterista diferente: o cover de Kate Bush "Wuthering Heights", tocada pelo então baterista do Gamma Ray Thomas Nack. Andre disse que Thomas era um grande fã de Kate e "podia tocar aquelas linhas perfeitamente".
As capas e as sessões de fotos do álbum mostram o baterista Ricardo Confessori, mas ele só entraria para a banda após a gravação. Antunes aparece na contracapa e nas capas da primeira impressão japonesa do álbum, em vez de Confessori.

## Faixas
Todas as letras escritas por Andre Matos, exceto a faixa 5 por Rafael Bittencourt e a faixa 7 por Kate Bush.
| N.º | Título                                                       | Música                            | Duração            |  |
| 1.  | "Unfinished Allegro"                                         | Franz Schubert, Andre Matos       | 1:15               |  |
| 2.  | "Carry On"                                                   | Matos                             | 5:03               |  |
| 3.  | "Time"                                                       | Matos, Rafael Bittencourt         | 5:54               |  |
| 4.  | "Angels Cry"                                                 | Matos, Bittencourt                | 6:49               |  |
| 5.  | "Stand Away"                                                 | Bittencourt                       | 4:55               |  |
| 6.  | "Never Understand"                                           | Matos, Bittencourt                | 7:48               |  |
| 7.  | "Wuthering Heights"                                          | Kate Bush                         | 4:38               |  |
| 8.  | "Streets of Tomorrow"                                        | Matos                             | 5:03               |  |
| 9.  | "Evil Warning"                                               | Matos, Bittencourt, Marco Antunes | 6:41               |  |
| 10. | "Lasting Child - I. "The Parting Words" - II. "Renaissance"" | Matos                             | 7:35 - 4:02 - 3:35 |  |

| Faixas bônus da reedição de 1997 |                                    |         |  |
| N.º                              | Título                             | Duração |  |
| 11.                              | "Evil Warning" (Vocais diferentes) | 6:40    |  |
| 12.                              | "Angels Cry" (Re-mix)              | 6:48    |  |
| 13.                              | "Carry On" (Re-mix)                | 5:09    |  |

## Créditos

### Musicais
Banda
- Andre Matos - vocal, pianos e teclados, arranjos de orquestra, conceito da capa
- Rafael Bittencourt - guitarra, backing vocals
- Kiko Loureiro - guitarra, backing vocals
- Luis Mariutti - baixo, backing vocals

Músicos Adicionais
- Alex Holzwarth - bateria em todas as faixas exceto faixa 7
- Thomas Nack - bateria na faixa 7
- Sascha Paeth - violões adicionais, programações eletrônicas e de teclados, arranjos de orquestra
- Solos de guitarra adicionais na faixa 6 - Sascha Paeth, Kai Hansen, Dirk Schlächter
- Charlie Bauerfeind - arranjos de orquestra

### Técnicos
- Gravado em: Kai Hansen Studios, Hamburgo, de Julho a Agosto de 1993.
- Gravado por: Charlie Bauerfeind e Sascha Paeth
- Gravações adicionais: Horus Sound studio, Hanôver, de Agosto a Setembro de 1993 exceto nas faixas 2, 4, 9 em Kai Hansen Studios em Maio de 1994 e gravações de piano no VOX Klangstudio, Bendestorf, em Agosto de 1993
- Mixado em: Horus Sound Studio em Agosto/Setembro de 1993 e Maio de 1994 exceto as faixas 1 e 6 mixadas no VOX Klangstudio em Setembro de 1993
- Mixado por: Charlie Bauerfeind
- Produzido por: Charlie BauerFeind e Sascha Paeth
- Produção Executiva: Antonio D. Pirani
- Músicas editadas por: Editora Rock Brigade, exceto a faixa 7 pela EMI Music publishing Ltd.

## Posições nas paradas musicais
| Parada musical (1993) | Melhor posição |
| --------------------- | -------------- |
| Japão - Oricon        | 17             |